# Technical Difficulties
Technical Difficulties è il terzo album in studio del gruppo musicale statunitense Racer X, pubblicato nel 1999 dalla Shrapnel Records.

## Tracce
1. Phallic Tractor (strumentale) – 0:56 (Paul Gilbert, Scott Travis)
2. Fire of Rock – 4:56 (Gilbert)
3. Snakebite – 4:23 (Jeff Martin, Gilbert, Travis)
4. Technical Difficulties (strumentale) – 4:20 (Gilbert, Travis)
5. Miss Mistreater – 4:31 (Martin, Bruce Bouillet)
6. Bolt in My Heart – 4:10 (Martin,  Gilbert)
7. 17th Moon – 4:06 (Martin, Gilbert, Travis)
8. Waiting – 4:29 (Martin)
9. Poison Eyes – 4:17 (Gilbert, Martin, Bouillet)
10. B.R.O. (strumentale) – 1:20 (J.S. Bach, arr. Gilbert)
11. God of the Sun – 5:15 (Martin, Russ Parrish)
12. Give It to Me – 3:15 (Bouillet, Martin, Gilbert)
13. The Executioner's Song – 4:09 (Martin, Gilbert, Travis)

### Traccia bonus nell'edizione giapponese
1. Children of the Grave (cover dei Black Sabbath) – 5:15 (Tony Iommi, Bill Ward, Geezer Butler, Ozzy Osbourne)

## Formazione

### Gruppo
- Jeff Martin – voce
- Paul Gilbert – chitarra
- John Alderete – basso
- Scott Travis – batteria

### Produzione
- Paul Gilbert – produzione
- Tom Size – ingegneria del suono, missaggio
- Steve Hall – mastering
- William Hames – fotografia
- Larry Freemantle – direzione artistica

## Curiosità
I brani Fire of Rock, Miss Mistreater, Give It To Me, Poison Eyes furono scritti dalla band durante gli anni '80 e suonati dal vivo tuttavia non furono mai incisi ufficialmente fino al 1999.